# Nursery Cryme
Nursery Cryme – trzeci album studyjny zespołu Genesis, wydany w roku 1971.

## Zawartość
Tytuł tego albumu jest nieprzetłumaczalną grą słów nursery rhyme, które po angielsku oznaczają wierszyk (lub piosenkę) dla dzieci, zwykle czytany w czasie usypiania. Crime (w tytule w pisowni archaicznej) oznacza zbrodnię. Nursery Cryme to pierwszy album Genesis ze Steve’em Hackettem i Philem Collinsem w składzie, choć niektóre utwory na albumie, np. The Musical Box powstały, gdy zespół grał w czteroosobowym składzie, po odejściu gitarzysty Anthony’ego Phillipsa. Zmiana perkusisty i gitarzysty przyniosła znacznie ostrzejsze brzmienie w porównaniu z albumem Trespass i była zapowiedzią stylu, który został rozwinięty w następnych latach. Dynamiczna gra Hacketta jest bardzo charakterystyczna w utworach The Return of the Giant Hogweed i The Fountain of Salmacis, gdzie wprowadził on stworzoną przez siebie technikę oburęcznego tappingu. Gitary akustyczne, dominujące w poprzednim albumie słychać w balladach Harlequin i For Absent Friends, w tej drugiej głównym wokalistą jest po raz pierwszy Phil Collins. Instrumentarium grupy wzbogaciło się również o Melotron Mk.II, zakupiony od zespołu King Crimson, który w utworach Seven Stones i The Fountain of Salmacis naśladuje symfoniczne brzmienie instrumentów smyczkowych i dętych. Z kolei Mike Rutherford zaczął wykorzystywać pedały basowe Dewtron do swej gitary, co spotęgowało brzmienie sekcji rytmicznej.
Płyta jest utrzymana w wiktoriańskim stylu, co do treści i obrazu - okładka albumu stworzona przez Paula Whiteheada ma XIX-wieczny charakter i przywołuje ducha szkoły w Charterhouse, gdzie wychowywali się członkowie zespołu. Teksty utworów są równie tajemnicze co mroczne, okraszone czarnym humorem, makabreską, motywami mitologicznymi, wyszydzające hipokryzję i purytanizm wiktoriańskiej Anglii, czy przywołujące wizję krwiożerczych roślin atakujących rodzaj ludzki.

## Odbiór
Choć album spotkał się z pozytywnymi recenzjami krytyków, nie odniósł wielkiego sukcesu na rynku, głównie z powodu braku promocji przez wytwórnię Charisma Records, która w tym czasie koncentrowała się na zespole Lindisfarne. 

## Utwory
| 1. | The Musical Box (Banks/Collins/Gabriel/Hackett/Rutherford)                 | 10:24 |
|    |                                                                            |       |
| 2. | For Absent Friends (Banks/Collins/Gabriel/Hackett/Rutherford)              | 1:43  |
|    |                                                                            |       |
| 3. | The Return of the Giant Hogweed (Banks/Collins/Gabriel/Hackett/Rutherford) | 8:09  |
|    |                                                                            |       |
| 4. | Seven Stones (Banks/Collins/Gabriel/Hackett/Rutherford)                    | 5:09  |
|    |                                                                            |       |
| 5. | Harold the Barrel (Banks/Collins/Gabriel/Hackett/Rutherford)               | 3:00  |
|    |                                                                            |       |
| 6. | Harlequin (Banks/Collins/Gabriel/Hackett/Rutherford)                       | 2:53  |
|    |                                                                            |       |
| 7. | The Fountain of Salmacis (Banks/Collins/Gabriel/Hackett/Rutherford)        | 7:54  |
|    |                                                                            |       |
|    |                                                                            | 39:12 |
|    |                                                                            |       |

## Twórcy
- Tony Banks – instrumenty klawiszowe: organy, fortepian, melotron, gitara dwunastostrunowa
- Phil Collins – perkusja, śpiew
- Peter Gabriel – śpiew, flet, instrumenty perkusyjne
- Steve Hackett – gitara prowadząca, gitara dwunastostrunowa
- Mike Rutherford – gitara basowa, gitara dwunastostrunowa
- John Anthony – producent
- David Hentschel – inżynier
- Paul Whitehead – projekt graficzny